# Cariderus megricus
Cariderus megricus is een keversoort uit de familie platsnuitkevers (Salpingidae). De wetenschappelijke naam van de soort werd in 1953 gepubliceerd door Khnzoryan.